# Tschonhar-Brücke

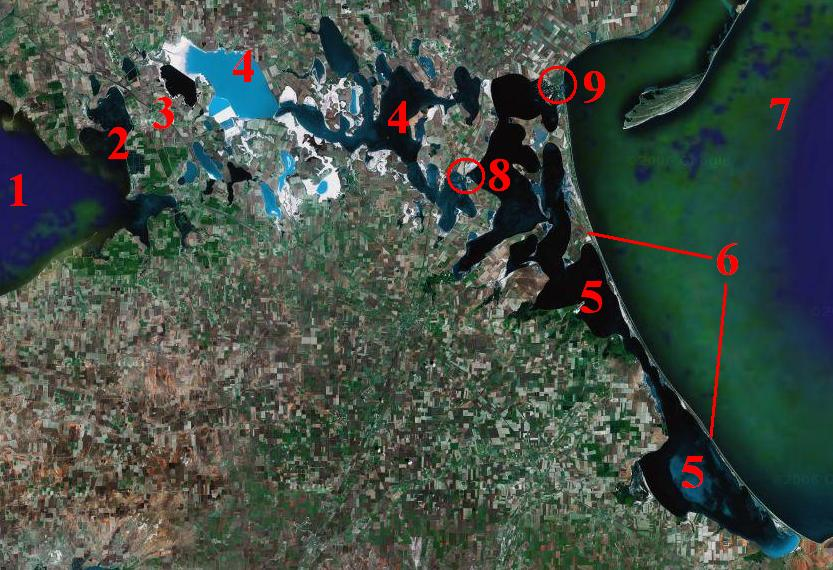
Region der Brücke bei Nummer 8 (2007)

Die Tschonhar-Brücke verbindet die Halbinsel Krim über die Halbinsel Tschonhar mit dem Festland der Ukraine. Sie befindet sich südlich des Dorfs Tschonhar und überbrückt die Tschonharska-Straße, die zum Asowschen Meer zählt. Über die Brücke führt die Fernstraße M 18, die Teil der Europastraße 105 ist. Daneben befindet sich die mittlerweile ungenutzte Vorgängerbrücke.
Da über die Brücke eine von insgesamt drei Straßenverbindungen der Krim mit dem Festland der Ukraine führt, hat sie strategische Bedeutung im Ukrainekrieg. In der Nacht vom 21. zum 22. Juni 2023 wurde sie durch einen Angriff der Ukraine vermutlich von einem Marschflugkörper des britischen Typs Storm Shadow schwer beschädigt, ebenso auch die Vorgängerbrücke. Der russische Gouverneur der Krim, Sergei Walerjewitsch Aksjonow, kündigte eine Untersuchung der Schäden an.
Am 6. August 2023 meldete die russische Nachrichtenagentur Ria, die Tschonhar-Brücke sei durch einen ukrainischen Raketenangriff beschädigt worden.